# Государства — участники Второй мировой войны
Госуда́рства — уча́стники Второ́й мирово́й войны́ — государства, принимавшие участие во Второй мировой войне. Всего в войне участвовало 62 из 74 существовавших на тот момент независимых государств. 12 государств не приняли участие во Второй мировой войне, однако многие из них симпатизировали одной из сторон.

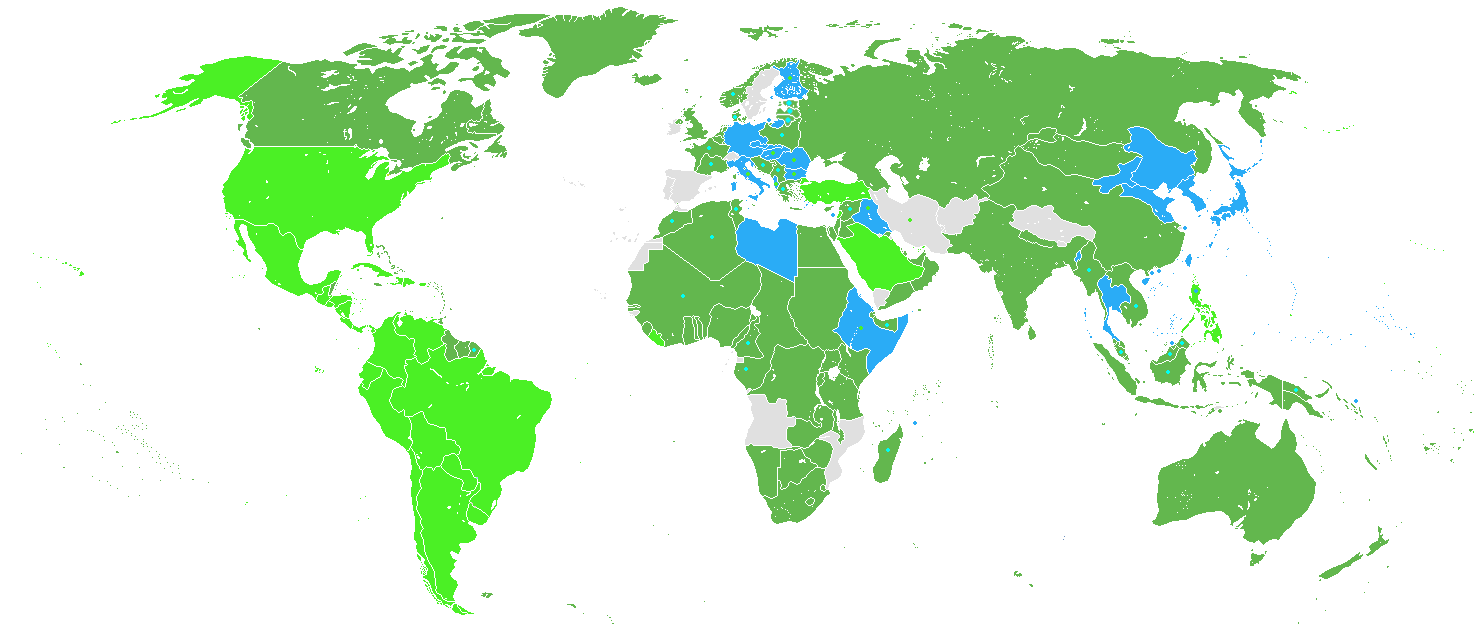
Государства — участники Второй мировой войны:

## Коалиции
Как правило, Вторая мировая война рассматривается в качестве вооружённого столкновения двух крупнейших коалиций — стран «оси» (фактически развязавших войну) и стран антигитлеровской коалиции, которая вынужденно им противостояла. Такой подход в целом справедлив, но всё же стоит понимать, что коалиции сформировались не сразу, а первоначально каждое государство действовало независимо и в соответствии со своими интересами.
Деление на коалиции также бывает условно и затруднительно для классификации ряда вооружённых конфликтов происходивших во время Второй мировой войны. Например, Финляндия в ходе советско-финской войны 1939—1940 годов пользовалась поддержкой как англо-французских правительств, так и правительств Германии и Италии, а затем окончательно вошла в блок германской коалиции.
До 7 декабря 1941 года (до японского нападения на Перл-Харбор) США формально не находились в состоянии войны, но фактически были «невоюющим союзником» антигитлеровской коалиции ввиду большой военной и экономической помощи странам, воюющим со странами «оси».
Советский Союз до своего открытого военного столкновения с Германией 22 июня 1941 года, вёл свои собственные захватнические войны, преследуя свои геополитические цели и интересы, играя на противоречиях двух противоборствующих коалиций. Пытаясь разграничить сферы влияния с Германией и её союзниками, СССР чуть было не оказался в германской коалиции пакта четырёх держав — тем более, что ранее практически как союзники, РККА вместе с Вермахтом уже участвовала в разгроме и захвате Польши. Однако непомерные (по мнению Гитлера) геополитические аппетиты Сталина в итоге не позволили ему присоединиться к пакту четырёх держав и привели к войне германской коалиции государств против СССР, на стороне находившегося практически в полной международной изоляции СССР выступили только марионеточные просоветские режимы Монголии и Тувы (последняя в итоге была аннексирована Советским Союзом в 1944 году). И только нежелание распространения германского геополитического влияния на всю Европу и Евразию подтолкнули страны антигитлеровской коалиции рассмотреть СССР (волею обстоятельств оказавшегося противником германской экспансии) в качестве естественного союзника в борьбе с Германией, что и побудило Англию и США начать оказывать всевозможную военную помощь СССР в войне против Германии, а Советский Союз также оказался среди стран антигитлеровской коалиции, в итоге сыграв решающую роль в её победе.

### Страны «оси»
Альянс стран «оси», первоначально основанный на «Стальном пакте», а позже на Тройственном пакте, был по сути формальностью. Страны подписавшие пакт, вступили в войну по своей инициативе — Германия в 1939 году, Италия в 1940 году, Япония в 1937 году против Китая и в 1941 году против США — и не обязывались помогать друг другу. Однако, основные участники пакта всё же проводили обмен ресурсами и технологиями, а также в некоторой степени сотрудничали в плане совместного стратегического планирования.
После поражения Италии, Германия и Япония действовали поодиночке, ведя военные действия только на своём фронте: Германия на Европейском театре военных действий, Япония на Тихоокеанском театре военных действий.

#### Болгария
Изначально, Третье Болгарское царство во Второй мировой войне было союзником Германии и 1 марта 1941 года присоединилось к силам оси. 6 апреля 1941 года болгарские войска вместе с Германией, Италией и Венгрией приняли участие в агрессии против Югославии и Греции (см. Вторжение в Югославию и Второе вторжение в Грецию). После этой операции к Болгарии были присоединены Восточная Сербия, часть Македонии и побережье Эгейского моря. 13 декабря 1941 года Болгария объявила войну США и Великобритании, и в течение всей войны болгарская авиация активно противодействовала силам англо-американской авиации в Европе (главным образом по защите нефтяных районов союзной Румынии). Болгарские войска не участвовали во вторжении в СССР, ограничившись предоставлением немцам военных баз на своей территории. 5 сентября 1944 года СССР объявил войну Болгарии и 8 сентября вторгся на её территорию. Болгарская армия не оказала сопротивления советским войскам. Болгарские коммунисты, чьи позиции в стране были довольно сильны, оказали помощь советскому вторжению, и уже 9 сентября в стране произошёл государственный переворот, ряд деятелей прогерманского режима, включая князя Кирилла (брат умершего царя Бориса III и регент малолетного царя Симеона II), бывшего премьер-министра Богдана Филова и др., были арестованы, впоследствии интернированы в СССР, а по возвращении в Болгарию были приговорены Народным Судом к расстрелу. К власти пришло правительство Отечественного фронта во главе с Кимоном Георгиевым. Правительство Георгиева заявило о союзе с СССР и объявило войну Германии. 15 сентября советские войска заняли Софию. В дальнейшем болгарская армия участвовала в войне против Германии в Югославии, Венгрии и Австрии.

#### Венгрия
Королевство Венгрия во Второй мировой войне было союзником Германии: 24 февраля 1939 года Венгрия присоединилась к «Антикоминтерновскому пакту». В апреле 1941 года венгерские войска вместе с Германией, Италией и Болгарией приняли участие в агрессии против Югославии, а также принимали участие в иных военных операциях в Европе. В 1941 году Венгрия отправила на Восточный фронт подвижный корпус численностью 40 тыс. человек (понеся большие потери корпус вернулся в Будапешт 6 декабря 1941), 4 пехотные бригады общей численностью 63 тыс. человек, и 2-ю армию, состоявшую из девяти лёгких пехотных дивизий. Весной 1944 года Венгрия была оккупирована немецкими войсками. Венгерское правительство вступило в тайные переговоры с СССР и 15 октября 1944 объявило о заключении перемирия, но германские войска произвели военный переворот, поставив во главе Венгрии новое правительство прогерманской ориентации, и венгерская армия в подчинении Германии продолжила войну против СССР.
Новое правительство вызвало сопротивление и готовность венгерских военных переходить на сторону Антигитлеровской коалиции. В конце 1944 года на занятой Красной армией территории Венгрии на сравнительно демократической основе было избрано антифашистское контр-правительство, которое объявило войну Германии и занялось созданием новой просоветской армии Венгрии. Правительство обязалось предоставить СССР на борьбу с Германией 8 дивизий, но в боях приняли участие лишь один полк и отдельные роты.

#### Германия
Началом Второй мировой войны принято считать 1 сентября 1939 года, когда германские вооружённые силы вторглись в пределы независимой Польши и в течение месяца разгромили её армию, в том числе при содействии Советского Союза атаковавшего и оккупировавшего восточные территории Польши силами РККА с другой стороны. Последний очаг организованного польского сопротивления был подавлен 6 октября 1939 года. 3 сентября Франция, Англия и ряд стран их союзников и Доминионов, действуя в соответствии с союзническими обязательствами перед подвергшейся агрессии Польшей, объявили войну Германии. В мае 1940 года германские войска начали активные боевые действия против французских и английских войск во Франции, и 22 июня Франция подписала капитуляцию. Также, в 1940 году в ходе блицкрига на европейском театре военных действий армия Германии оккупировала Данию, Норвегию, Бельгию, Люксембург, Нидерланды. Затем совместно с Италией и своими сателлитами (Венгрия, Болгария, Румыния) были захвачены Греция и Югославия.
22 июня 1941 года армия Германии и войска её союзников без объявления войны перешли границы СССР, осуществили массированную бомбардировку ряда городов, воинских частей и промышленных районов и начали стремительное наступление вглубь советской территории. 30 сентября 1941 года Гитлер отдаёт приказ о начале операции «Тайфун» нацеленной на взятие Москвы. Операция закончилась провалом и советским контрнаступлением, начавшимся 5 декабря 1941 года. Летом 1942 года Германия проводила активные наступательные операции на Кавказе с целью захвата нефтепромыслов СССР, но крупных успехов и поставленных задач не достигла. Переломным моментом в конце 1942 года стала развернувшаяся битва за Сталинград, которая закончилась окружением и капитуляцией германской сталинградской группировки в феврале 1943 года. 5 Июля 1943 года началась немецкая наступательная операция «Цитадель» — знаменитая битва под Курском. В ходе этих кровопролитных боёв Советские войска перешли от обороны к широкомасштабному наступлению и начали освобождение Украины и Белоруссии.
В июне 1944 года западные союзники по антигитлеровской коалиции (США и Великобритания) открыли второй фронт в Европе высадкой своих войск во Франции, что значительно ухудшило военное положение Германии. В летнюю и осеннюю кампанию Красная армия провела ряд крупных наступательных операций, в том числе Белорусскую, Львовскую, Кишинёвскую, Прибалтийскую; завершила освобождение Белоруссии, Украины, Прибалтики (кроме некоторых районов Латвии) и частично Чехословакии; освободила северное Заполярье и северные области Норвегии. Были принуждены к капитуляции и вступлению в войну против Германии — Финляндия, Румыния и Болгария.
Несмотря на упорные оборонительные бои германских войск и относительно успешную для Германии Арденнскую наступательную операцию на Западе, англо-американские войска продолжали наступление в Европе, освободив территорию Франции, Бельгии, Нидерландов. В 1945 году немецкие войска также были вынуждены отступить из Польши, Венгрии, Австрии, Италии, Греции, Югославии, Чехословакии. В Болгарии, Румынии и ряде других стран произошли так называемые «народные восстания» — перевороты, в результате которых к власти пришли просоветские режимы. 2 мая 1945 года, после почти двухнедельных ожесточённых боёв за Берлин, его гарнизон капитулировал перед советской армией, а 7-9 мая были подписаны Акты о капитуляции Германии перед СССР и его западными союзниками по антигитлеровской коалиции. Германия была разделена на четыре оккупационных зоны между победителями, а именно: Советскую, Американскую, Британскую (с Польской) и Французскую.

#### Италия
Италия вступила в войну 10 июня 1940 года после речи Муссолини, в которой он объявил войну «плутократическим режимам» Франции и Великобритании. Хотя с этого момента Италия официально стала союзником Германии, в течение почти всего 1940 года Муссолини старался вести независимую от Германии войну на Средиземноморье и всячески отказывался от немецкой военной помощи. Он рассчитывал на быстрое поражение Франции, что вынудило бы Великобританию пойти на переговоры и с Гитлером, и с Муссолини. Однако после поражения в Греческой операции и разгрома итальянских войск в Египте и Ливии в декабре 1940 года, Муссолини был вынужден принять военную помощь Гитлера и в дальнейшем координировать с ним свои военные действия.
В ходе совместных боевых действий с Германией, Италия захватила и оккупировала значительные районы Югославии и Греции. В Ливию в феврале 1941 года был переброшен немецкий военный корпус Эрвина Роммеля, который фактически принял на себя командование над немецкими и итальянскими войсками. В августе 1941 года Италия направила в СССР экспедиционный корпус (Corpo di Spedizione Italiano in Russia, CSIR) численностью 62 тыс. человек. Весной 1942 года корпус был преобразован в 8-ю итальянскую армию, к осени 1942 года её численность увеличилась до 230 тысяч человек. Армия была разгромлена в ходе наступления Красной армии под Сталинградом в декабре 1942 года. Остатки итальянских сил в феврале-марте 1943 года вернулись в Италию.
10 июля англо-американские войска произвели успешную высадку в Сицилии. 25 июля 1943 года фашистский режим Муссолини был свергнут в ходе успешного совместного заговора представителей военных, политиков и короля. После секретных переговоров, длившихся с конца июля по начало сентября, 8 сентября 1943 года итальянское командование подписало перемирие с антигитлеровской коалицией, а 13 октября 1943 года объявило войну Германии. В 1943—1945 гг. итальянская армия и флот сражались по обе стороны фронта — как на стороне антигитлеровской коалиции, так и на стороне Германии и образованной социальной республики Сало.

##### Итальянское Сомали
Воспользовавшись началом Второй мировой войны, итальянцы в 1940 году оккупировали Британское Сомали. Два года спустя они были вытеснены как из британской, так и из итальянской части Сомали. Это привело к почти двухлетней партизанской войне итальянцев против англичан.

##### Ливия
К началу войны итальянцами были сформированы две ливийские колониальные дивизии — легковооружённые соединения по 7000 человек. Они были разбиты в первый же год войны, но отдельные колониальные подразделения принимали участие в патрулировании южных границ Ливии вплоть до завершения Африканской кампании.

#### Румыния
Королевство Румыния вступило во Вторую Мировую войну с вторжением на территорию Советского союза. Румынская армия участвовала в оккупации Бессарабии, Украины, Крыма и представляла собой крупнейший союзный контингент из числа стран — германских сателлитов (267 727 человек). Наступление Красной Армии в 1944 году вызвало переворот 25 августа, в ходе которого король Михай I сверг диктатора Иона Антонеску, и Румыния перешла на сторону антигитлеровской коалиции.

#### Словакия
Бывший частью Чехословакии, регион Словакия отделился после нападения Германии на Чехословакию 14 марта 1939 года. Сепаратистские движения воспользовались ситуацией и установили свою власть, объявив о независимости Словакии и о приверженности германскому политическому курсу, за что были поддержаны Германией и Италией. Словакия участвовала в агрессии против Польши. В августе 1944 года, было поднято восстание, целью которого был выход Словакии из-под покровительства Германии. Почти все повстанцы погибли, а те, кто остался в живых, ушли в горы и оттуда продолжали борьбу до прихода войск Красной армии в апреле 1945 года.

#### Финляндия
Существуют различные точки зрения относительно даты вступления Финляндии во Вторую мировую войну. Согласно принятым в советской историографии взглядам, советско-финская война 1939—1940 годов являлась отдельным конфликтом и не была частью Второй мировой войны. С этой точки зрения Финляндия вступила в войну 25 июня 1941 года. Если же рассматривать войну 1939—1940 годов как часть Второй мировой, то Финляндия участвовала в войне с 30 ноября 1939 года с перерывом на 1940—1941 годы.
Финляндия, выступая союзником нацистской Германии, выполняла важную роль в плане «Барбаросса», оккупировав Карельский перешеек и Советскую Карелию и обеспечив тем самым блокаду Ленинграда с севера.
В финских источниках боевые действия против СССР в период 1941—1944 годов принято называть «война-продолжение», оправдывая участие Финляндии в ней территориальными потерями во время Советско-финской войны 1939—1940 годов. 9 июня 1944 года Красная Армия начала наступление на позиции финнов, и, после неудачи в оборонительных боях, 5 сентября 1944 года Финляндия перешла на сторону антигитлеровской коалиции.
Помимо СССР, Финляндия находилась в состоянии войны с Великобританией, Францией, Австралией, Канадой, Индией, Новой Зеландией и Южно-Африканским Союзом.

#### Хорватия
Бывший частью Югославии, регион Хорватия отделился после нападения Германии на Югославию. Сепаратистские движения воспользовались ситуацией и установили свою власть, объявив о независимости Хорватии и о приверженности германскому политическому курсу, за что были поддержаны Германией и Италией.

### Великая восточноазиатская сфера сопроцветания

#### Япония
Военные действия со стороны Японии на Дальнем Востоке начались ещё в 1937 году. Но, принято считать, что Япония вступила во Вторую мировую войну 27 сентября 1940 года, подписав Берлинский пакт с Германией и Италией и напав на Индокитай. 7 декабря 1941 года Япония атаковала Перл-Харбор, после чего США вступили во Вторую мировую войну. В течение семи часов японцы осуществляли скоординированные атаки по контролируемым США Филиппинам, Гуаму и острову Уэйк, Голландской Ост-Индии, Таиланду и колониям Великобритании — Борнео, Малайе и Гонконгу. Стратегические цели наступления заключались в том, чтобы нанести ущерб Тихоокеанскому флоту США, захватить нефтяные месторождения в голландской Ост-Индии и сохранить свою сферу влияния в Китае, Восточной Азии, а также в Корее. Это также должно было расширить внешние границы Японской империи, чтобы создать грозный оборонительный периметр вокруг недавно завоеванной территории.
В конечном итоге, из-за поражения в битве за атолл Мидуэй и потери основной части своих авианосцев, экспансия Японии прекратилась. 6 и 9 августа 1945 года США осуществили атомные бомбардировки Японии, а 9 августа Советский Союз объявил Японии войну и начал наступление в Маньчжурии. 2 сентября 1945 года Япония капитулировала.

##### Корея
В период войны территория Корейского полуострова входила в состав Генерал-губернаторства Корея, оккупированного и управляемого Японией с 1910 года. После войны, в 1950-х годах, она была разделена на Северную и Южную по итогам прошедшей Корейской войны.

#### Бирма
Японская армия захватила Бирму в январе-мае 1942 года. 1 августа 1943 года Япония дала формальную независимость Бирме, но фактически страна оставалась оккупированной крупными силами Императорской армии Японии. Новое государство быстро объявило войну Великобритании и США и заключило союзный договор с Японией. Но уже в начале 1945 года Национальная армия Бирмы перешла на сторону Великобритании и 27 марта объявила войну Японии.

#### Вьетнам
10 марта 1945 года Япония окружила места дислокации французских сил, начав их интернирование. На территории Вьетнама было создано марионеточное прояпонское государство Вьетнамская империя во главе с императором Бао Даем. Оно просуществовало до 25 августа 1945 года, когда император Бао Дай отрёкся от престола вследствие начавшегося восстания Вьетминя во главе с Хо Ши Мином.

#### Кампучия
9 марта 1945 года король Нородом Сианук после официальной просьбы японских властей объявил о создании независимого королевства Кампучия. После капитуляции Японии в августе 1945 года западные Союзники по антигитлеровской коалиции ввели свои войска в Камбоджу и власть Франции в регионе была восстановлена.

#### Лаос
Король Луангпхабанга Сисаванг Вонг в апреле 1945 года провозгласил независимость Лаоса под давлением Японии. Но в октябре 1945 он был отстранён от власти движением Лао Иссара, которое провозгласило независимость страны и установило на территории Лаоса республиканскую форму правления.

#### Маньчжоу-го
В 1931 году Япония оккупирует Маньчжурию и 1 марта 1932 года японскими властями создаётся марионеточное Маньчжоу-го. Фактически, власть осуществляли японские оккупационные войска. С территории Маньчжурии в 1939 году, японские войска совершили нападение на советские войска у реки Халхин-Гол, что привели к серьёзным боям. 8 августа 1945 года СССР объявил войну Японии, советские войска вступили на территорию Маньчжоу-го и освободили его от японских войск.

#### Таиланд
После поражения Франции, в Таиланде возобладали националистические силы во главе с маршалом Пибунсонграмом. В ноябре 1940 года таиландские войска вторглись во Французский Индокитай, и при поддержке японской дипломатии Бангкок добился присоединения к себе ряда приграничных территорий. В декабре 1941 года японские вооружённые силы вошли на территорию Таиланда, используя её как плацдарм для вторжения в Малайю и Бирму. При этом произошёл ряд столкновений с таиландскими пограничниками, пока руководство страны не подписало соглашения о союзе с Японией. В январе 1942 года Таиланд объявил войну США и Великобритании. Сиамская Северная армия в составе трёх дивизий и 35000 военнослужащих отбросила 93-ю китайскую армию из страны Шан на северо-востоке Бирмы. 26 мая 1942 года сиамские войска вошли в город Кенгтунг близ бирмано-китайской границы. В дальнейшем участие Таиланда во Второй мировой войне свелось к поставкам продовольствия Японии и строительству дорог для снабжения сражающихся в Бирме японских подразделений. В 1944 году премьер-министр Пибунсонграм потерял власть, и новое руководство страны начало устанавливать контакты с антигитлеровской коалицией.

##### Филиппины
Япония захватила Филиппины 6 мая 1942 года после сражения за Коррехидор. Фактически власть на архипелаге перешла к японским оккупационным властям, которые приступили к перестройке экономики Филиппин в соответствии с нуждами Японии. В феврале 1945 года американские войска совместно с партизанами Сопротивления освободили Манилу, а последние японские части были разбиты там к июлю 1945 года.

### Антигитлеровская коалиция
Антигитлеровская коалиция — объединение государств и народов, боровшихся во Второй мировой войне против агрессии нацистского блока: гитлеровской Германии, фашистской Италии, милитаристской Японии и их сателлитов. Антигитлеровская коалиция не была формальным объединением, а вклад её участников в борьбу с фашизмом крайне неравномерен — одни участники вели активные военные действия против Германии и её союзников, другие поддерживали их поставками военной продукции, третьи участвовали в войне только номинально. Число участников коалиции в ходе войны увеличивалось, в том числе за счёт выхода ряда стран из блока стран «оси» и их присоединения к коалиции. К моменту окончания войны с Японией, в состоянии войны с Германией и её союзниками находились 53 государства мира.
Антигитлеровская коалиция сложилась на базе «коалиции западных держав» после вторжения Германии в Польшу в 1939 году, а расширилась в 1941 году — после поддержки США и Великобританией подвергшегося германскому нападению Советского Союза и вступления в войну США после нападения Японии.

#### Австралия
Австралия была британским доминионом, де-факто оставаясь независимым государством, однако Великобритания оказывала существенное влияние на её внешнюю политику. Австралия объявила войну Германии 3 сентября 1939 года, вслед за Великобританией. Всего за время войны в Австралии было мобилизовано около миллиона человек из семимиллионного населения страны. Австралийский флот и армия участвовали в операциях против Германии и Италии в Средиземноморье и Северной Африке в 1940—1941 годах (см. Средиземноморский театр Второй мировой войны). 8 декабря 1941 года Австралия объявила войну Японии. С этого времени австралийские войска использовались в основном для сражения на Тихоокеанском фронте. Австралийцы участвовали в боевых действиях по защите Малайи, Сингапура, Голландской Индии и Новой Гвинеи. После поражения Союзных войск в юго-западной части Тихого океана возникла опасность японского вторжения. В феврале 1942 года японская авиация совершила первый налёт на Дарвин. В течение 1942—1943 годов японцы ещё не раз совершали бомбардировки северных городов Австралии. Подводные лодки стран «оси» действовали возле берегов Австралии, топили грузовые и военные суда и в июне 1942 года атаковали морскую гавань в Сиднее (см. Нападение на Сидней-Харбор). В конце 1942 года Союзники завладели инициативой на Тихом океане. В 1943—1945 годах Австралия принимала участие в освобождении Новой Гвинеи, Голландской Ост-Индии, Филиппин. В 1945 году австралийцы захватывают остров Борнео. 2 сентября австралийская делегация присутствовала при подписании японцами акта о капитуляции

##### Новая Гвинея
Летом 1942 года японские войска вторглись в австралийскую подконтрольную территорию Новая Гвинея. Бои за её столицу Порт-Морсби продолжались до января 1943 года и закончились победой Австралии (см. Новогвинейская кампания).

#### Албания
Албанское королевство было оккупировано Италией ещё до начала войны в апреле 1939 года. В октябре 1940 года оккупированная территория была использована как плацдарм для нападения на Грецию. Однако итальянская операция в Греции провалилась и греки заняли южную часть албанской территории. После поражения Греции в апреле 1941 года вся албанская территория вновь была оккупирована Италией. 12 августа указом короля Италии Виктора Эммануила II было создано Великое Герцогство Албанское, включавшее в себя помимо самой Албании территории Косово и Метохии. С 1943 года в стране развернулось массовое партизанское движение против оккупантов. В сентябре 1943 года после капитуляции Италии, Албания была оккупирована немцами. 24 мая 1944 года был создан Антифашистский национально-освободительный комитет Албании, преобразованный 20 октября 1944 во Временное демократическое правительство. Это правительство присоединилось к антигитлеровской коалиции и объявило войну странам нацистского блока. 17 ноября 1944 года Национально-освободительная армия Албании освободила Тирану, а 29 ноября завершила освобождение страны. В стране был установлен коммунистический режим.

#### Аргентина
Аргентина после начала войны объявила о своём нейтралитете. В самом конце войны аргентинское правительство вынуждено было поменять свои взгляды, и 27 марта 1945 года Аргентина объявила войну Германии и Японии. Ещё до официального вступления в войну, 800 аргентинских добровольцев-лётчиков сражались в военно-воздушных силах Великобритании (164-я эскадрилья ВВС и др.), Канады и Южно-Африканского Союза.

#### Бахрейн
Шейх Бахрейна объявил войну Германии 10 сентября 1939 года. Войска Бахрейна сражались под британским командованием на Ближневосточном театре военных действий. Подвергся бомбардировке итальянской авиации 19 октября 1940 года.

#### Бельгия
Бельгия в 1939 году объявила о своём нейтралитете и заявила, что не станет поддерживать какую-либо сторону в случае начала войны между Германией и Францией. Однако Германия нарушила нейтралитет Бельгии и, 10 мая 1940 года, начав наступление во Францию, вторглась в неё (см. Вторжение во Францию). На помощь немногочисленной бельгийской армии двинулись крупные англо-французские силы, однако они оказались в окружении под Дюнкерком. Чтобы избежать разгрома, они были вынуждены эвакуироваться в Великобританию (Битва за Дюнкерк). 26 мая Бельгия капитулировала. Правительство Бельгии также было эвакуировано на Британские острова, хотя король остался в стране. Было развёрнуто партизанское движение, которое активизировалось в 1944 году после открытия «второго фронта». В сентябре-октябре 1944 года Бельгия была освобождена британскими, американскими и канадскими войсками (см. Высадка в Нормандии).

##### Бельгийское Конго
Бельгийское Конго после капитуляции Бельгии подчинялось правительству в изгнании, находившемуся в Лондоне. США и Великобритания вывозили из Бельгийского Конго военно-стратегическое сырьё (медь, олово, кобальт, цинк, уран и др.). С территории Конго бельгийские части — два колониальных батальона «Фюрс паблик» генерала Жильенра — в июне 1941 года вторглись в итальянскую Восточную Африку. 3 июля 1941 года они вступили в первое столкновение с отступавшими измотанными итальянцами, которые в тот же день сдались у городков Сайло и Горе.

#### Боливия
В течение 1942 года Боливия строила дипломатические отношения с Германией, Италией и Японией, но 7 апреля 1943 года объявила им войну. На протяжении войны Боливия поставляла олово союзникам по антигитлеровской коалиции

#### Бразилия
Бразилия объявила войну Германии 22 августа 1942 года. Флот Бразилии участвовал в охране коммуникаций союзников по антигитлеровской коалиции на юге Атлантики. В 1944 году бразильские подразделения высадились в Италии в 1944 вместе с другими войсками союзников по коалиции и участвовали в боях.

#### Великобритания
Великобритания была участницей с самого начала и до конца Второй мировой войны. Участвовала в войне в Африке, затем вместе с США в боях в Италии, освобождала Западную Европу. Поставляла по ленд-лизу в СССР военную технику, боеприпасы, и другие грузы и ресурсы военного значения.

##### Гонконг
Гонконг был оккупирован Японией одновременно с атакой на Перл-Харбор. Оккупация продолжалась 3 года 8 месяцев (1941—1945 гг). За это время население города снизилось с 900 до 500 тысяч человек.

##### Индия
Индия принимала участие в составе британских вооружённых сил на Ближневосточном театре военных действий в боях в Бирме, Малайе, Сингапуре и Индийском океане против японских вооружённых сил. Также японцами была захвачена небольшая часть территории современной Индии и подвергся бомбардировке Коломбо (столица современной Шри-Ланка).

##### Кения
Участвовали в войне в составе британских войск в восточной Африке. Небольшая часть территории была оккупирована Италией в 1940 году.

##### Малайзия
Была колонией Великобритании. В феврале 1942 года была захвачена Японией и находилась под японской оккупацией до сентября 1945 года.

##### Мальта
Была стратегическим опорным пунктом Великобритании на Средиземноморье (см. Оборона Мальты).

##### Ньюфаундленд
В сентябре 1939 года было создано местное ополчение для защиты острова. После оккупации Франции Германией за оборону острова стала отвечать Канада.

##### Оман
Будучи полностью зависимым и подконтрольным Британии, в феврале 1939 года султан Омана Саид бин Таймур заключил с Англией формальный договор «О дружбе, торговле и мореплавании», и в течение всей Второй мировой войны Оман сохранял нейтралитет и лояльность по отношению к странам Антигитлеровской коалиции.

##### Палестина
Палестина была британским мандатом. Из еврейских жителей была создана Еврейская бригада, принимавшая участие в боях на Итальянском фронте. Все военные из Палестины были добровольцами.

##### Сингапур
Сингапур был колонией Великобритании, а также стратегически важным пунктом на пути следования конвоев из Азии в Европу и обратно. 7 февраля 1942 года, в результате битвы за Сингапур, Япония захватила его. Город был переименован в Сионань-То («Свет Юга») и находился под японской оккупацией до сентября 1945 года.

##### Судан
Судан до 1935 года находился под совместным управлением Великобритании и Египта и был по сути английской колонией. В начале Второй мировой войны итальянская армия, действующая с территории Абиссинии, заняла часть территории Судана, но уже в 1941 году итальянцы были вынуждены уйти, а Судан стал важной базой британских вооружённых сил в Африке. Воинские части, набранные из местного населения, участвовали в боевых действиях в Эритрее, Египте, Ливии, Тунисе.

##### Тонга
Тонга, несмотря на свой статус британского протектората, официально объявило об участии в войне против Германии, однако в войне непосредственно с Германией не участвовало. В отличие от других британских протекторатов, королевство Тонга сохраняло относительную самостоятельность: например, государство имело национальные вооружённые формирования. Во время войны японское командование не предпринимало попыток высадки на острова, но подданные королевства участвовали в боях. Кроме того, над территорией Тонга, как и в современных территориальных водах королевства, происходили боестолкновения с японской авиацией и флотом.

##### Фиджи
Фиджийские добровольцы воевали в составе британских и американских ВМС в войне на Тихом океане.

##### Цейлон
С XIX века Цейлон являлся британской колонией. В 1942 году подвергался бомбардировке японской авиации.

##### Южная Родезия
Южнородезийские военные части воевали на стороне Великобритании. В частности, они участвовали в восточноафриканской кампании.

#### Венесуэла
После японского нападения на Пёрл-Харбор, Венесуэла разорвала дипломатические отношения с Германией, Италией и Японией. 16 февраля 1945 года объявила войну Японии и Германии, но реального участия в войне не принимала.

#### Гаити
Следуя внешнеполитическому курсу Соединённых Штатов Америки, Гаити в декабре 1941 года объявило войну Японии, Германии и Италии.

#### Гватемала
Первоначально Гватемала соблюдала нейтралитет по решению гватемальского президента Хорхе Убико, озвученному 4 сентября 1941 года и впоследствии подтверждённому 9 сентября. Несмотря на это, Убико ввёл строжайший запрет на пропаганду нацизма в Гватемале, где проживала одна из крупнейших немецких диаспор в Америке.
Только 9 декабря 1941 года Гватемала объявила войну Японии, а ещё спустя три дня — Германии и Италии.

#### Гондурас
Во время Второй мировой войны Гондурас был на стороне антигитлеровской коалиции, формально объявив войну Германии и её союзникам. По требованию США были национализированы все принадлежащие немцам предприятия. Также Гондурас активно сотрудничал с США в поимке и выдаче укрывающихся немецких агентов и беглых нацистов после окончания войны.

#### Греция
Греция вступила во Вторую мировую войну 28 октября 1940 года, когда итальянская армия начала вторжение из Албании. Греческая армия одержала первую крупную победу среди стран антигитлеровской коалиции, нанеся поражение агрессору и заставив войска Муссолини отступить в Албанию. Гитлер отправил свои войска на захват Греции в апреле 1941 года, отложив тем самым вторжение в Советский Союз на 6 недель. Несмотря на относительно быстрый захват Греции, немецкие войска встретили ожесточённое сопротивление на острове Крит, на котором элитная дивизия FallschirmJäger (Фальширмйэгер — Парашютные войска, нем.) понесла потери убитыми около 1000 солдат. На оккупированной территории было создано марионеточное Греческое государство, параллельно велась активная партизанская война.

#### Дания
Дания была оккупирована Германией 9 апреля 1940 года, режим немецкой оккупации прекратился 5 мая 1945 года. Подконтрольная Дании Исландия была оккупирована Великобританией и получила полную независимость в 1944 году, Фарерские острова получили самоуправление в 1948 году, а Гренландия стала составной частью Дании по новой Конституции 1953 года и получила самоуправление в 1979 году.

##### Гренландия
9 апреля 1941 года датский посол в США, отказавшийся признать созданное немцами марионеточное правительство в Копенгагене, подписал с американцами соглашение о размещении в Гренландии американских военных баз. В свою очередь, немцы обустраивали на восточном побережье острова метеостанции. Население Гренландии снабжалось в годы войны из США и Канады, а с острова вывозился криолит, используемый в алюминиевой промышленности и при производстве эмали.

##### Исландия
9 апреля 1940 Германия вторглась в Данию, в тот же день Исландия была приглашена Великобританией к вступлению в войну как «воюющая сторона и союзник». Исландское правительство отвергло это предложение. 10 мая 1940 года была проведена стратегическая операция британских вооружённых сил по оккупации Исландии, а вечером правительство Исландии выразило категорический протест против оккупации нейтральной страны. В июне 1941 года Британия передала свои оккупационные полномочия в Исландии США в рамках англо-американского соглашения об обороне. Президент США, Франклин Делано Рузвельт, провозгласил Исландию оккупированной Соединёнными Штатами 16 июня 1941 года, хотя США на тот момент ещё не вступили во Вторую мировую войну. Американские войска находились в стране до конца войны. В 1944 году власти Исландии провозгласили независимость Республики Исландия.

##### Фарерские острова
Стратегическое положение Фарерских островов в Северной Атлантике побудило премьер-министра Великобритании Уинстона Черчилля 12 апреля 1940 года их оккупировать после вторжения немецких войск на территорию Дании 9 апреля. Острова перешли под военное управление Великобритании. Британская оккупация островов закончилась в сентябре 1945 года. В оккупации участвовало более 8000 британских солдат. В годы войны на острове Воар был построен аэродром.

#### Доминиканская Республика
Во время Второй мировой войны Доминиканская Республика объявила войну Германии, Италии и Японии, но в боевых действиях не участвовала.

#### Египет
В сентябре 1940 года итальянские войска вторглись в контролируемый Великобританией Египет. В ходе Ливийской операции итальянские войска в Северной Африке потерпели поражение, однако британское правительство 12 февраля 1941 года остановило наступление и переправило войска на помощь Греции.

#### Ирак
Ирак обрёл формальную независимость в 1930 году, но перед началом Второй мировой войны Великобритания всё ещё контролировала политику и экономику страны. Иракские националисты воспользовались трудной ситуацией, в которую попала Британия, и решили окончательно избавиться от британской зависимости: в апреле 1941 года против англичан было поднято восстание (Англо-иракская война). Глава нового иракского правительства, Рашид-Али аль-Гайлани, обратился к Германии и Италии с просьбой помочь в борьбе с Великобританией. Германия отправила на север Ирака специальное авиационное соединение «Флигерфюрер Ирак», состоящее из немецких и итальянских самолётов, но к 31 мая восстание было полностью подавлено англичанами. Новое правительство, контролируемое Великобританией, объявило войну странам «оси», но в реальных боевых действиях армия страны не участвовала. В составе британских войск иракские подразделения несли службу в Иране и на Ближнем Востоке.

#### Иран
Иран в течение долгих последних лет наращивал связи с Германией, стремясь противодействовать внешнеполитическим амбициям как первоначально Российской империи, так и затем Советского Союза. При этом, Иран налаживал экономические связи с Германией в силу того, что последняя не вела агрессивной колониальной политики, свойственной англичанам и русским. К концу 1930-х годов англичане всё больше стали обвинять Иран в оказании поддержки Германии и ведении пронемецкой политики. Несмотря на занятое государством в начале Второй мировой войны положение нейтралитета, Иран представлял огромный экономический интерес для Великобритании, боявшейся перехода находившегося в собственности Англо-персидской нефтяной компании Абаданского нефтеперерабатывающего завода в руки немцев. А в связи с планомерным наступлением немецких войск вглубь СССР летом 1941 года, персидский коридор проходивший по территории Трансиранской железной дороги, стал представлять собой один из наилегчайших путей реализации программы ленд-лиз. Стратегическое положение Ирана также препятствовало обеспечению безопасности советских нефтеносных районов и тыла Красной армии, и создавало угрозу британским военным маршрутам между Индией и Средиземноморьем:215—216. К тому же советское правительство, вероятно, стремилось включить Иранский Азербайджан и Туркменсахру («Туркменскую степь») в состав СССР, а также привести к власти в Иране коммунистов. Давление Великобритании и СССР на Иран привело к росту напряжённости и массовым антибританским выступлениям в Тегеране, которые по мнению англичан, носили явный пронемецкий характер. В итоге, шахиншах Реза-хан Пехлеви отказал Великобритании и Советскому Союзу в их просьбе разместить свои войска в Иране. Поэтому в период с 25 августа по 17 сентября 1941 года советские и британские войска вторглись в Иран, свергли шаха и установили контроль над железными дорогами и нефтяными месторождениями. В 1942 году формальный суверенитет Ирана был восстановлен (власть перешла к сыну шаха — Мохаммеду), но страна продолжала находиться в британо-советской оккупации до весны 1946 года. В частности, опасаясь возможной агрессии со стороны Турции, СССР держал свои войска в северном Иране вплоть до мая 1946 года.

#### Канада
К началу Второй мировой войны Канада была старейшим британским доминионом. Вступила в войну 10 сентября 1939 года. На фоне недавней экономической депрессии, население в целом неохотно воспринимало перспективу втягивания в крупный военный конфликт. Тем не менее, при общем количестве населения, составлявшем на тот момент 11-12 миллионов человек, за весь период войны (до капитуляции Японии), в армию были призваны 1,1 миллион канадцев. Из них, около 45 000 человек было убито и 54 000 ранено.
Канадские военно-морские силы принимали участие в конвоировании транспортных судов в водах Атлантики, совершив за время войны более 25 000 проводок. Кроме того, канадские солдаты принимали участие в сражениях на Тихоокеанском театре военных действий и в союзнических кампаниях в Европе (Италия, Нормандия).
На начальном этапе войны канадский вклад в Британско-Французскую группировку составлял одну дивизию. Это количество было доведено до одного корпуса к моменту высадки в Италии в 1943 году и в Нормандии в 1944 году.

#### Китай
Китай с 1920-х годов находился в состоянии гражданской войны. В 1931 году Японская армия оккупировала Маньчжурию. А в 1937 году после ряда провокаций, Япония начала полномасштабное вторжение в Китай. Оккупируя большие территории, в том числе Нанкин, японская армия совершала многочисленные военные преступления. После атомной бомбардировки Хиросимы и Нагасаки 6 и 9 августа, Япония вскоре капитулировала и отступила из Китая и Тайваня.

#### Колумбия
Колумбия объявила войну всем странам «оси» и выступила на стороне Антигитлеровской коалиции 26 ноября 1943 года, после серии немецких подводных атак на колумбийские корабли. Колумбийский военно-морской флот активно противодействовал операциям подводных лодок противника в Карибском бассейне.

#### Коста-Рика
8 декабря 1941 года Коста-Рика объявила войну Японии, а 11 декабря 1941 года — Германии, однако непосредственного участия в боевых действиях не принимала. Левое правительство президента Рафаэля Анхеля Кальдерона Гуардии было враждебным к нацизму и приняло меры, чтобы уменьшить немецкое влияние в стране. Также, США построили аэродром на острове Кокос.

#### Куба
8 декабря 1941 года, вслед за США, Куба объявила войну Японии, а 11 декабря 1941 года — Германии и Италии. Непосредственного участия во Второй мировой войне кубинские вооружённые силы не принимали, но участвовали в поставках военно-стратегического сырья в США и предоставили в распоряжение войск США военно-морские и военно-воздушные базы. В частности, ВМС США использовали военную базу Гуантанамо.
После нападения Германии на СССР, на Кубе развернулась кампания помощи Советскому Союзу. 24 июля 1941 года в Гаване прошла 40-тысячная демонстрация в поддержку СССР, и была проведена конференция, принявшая резолюцию об отправке в СССР 40 тыс. мешков сахара, 1 млн сигар и иной возможной помощи. В дальнейшем в стране были созданы более 100 комитетов помощи СССР. В июне 1942 года демократические, рабочие и профсоюзные организации Кубы собрали и отправили в дар СССР 110 тонн товаров (кофе, табак, сигареты, мыло, кожа для сапог и др.). В составе Красной армии сражались кубинские интернационалисты Альдо Виво и Энрике Вилар.

#### Либерия
После начала Второй мировой войны, Либерия провозгласила нейтралитет, но её территория использовалась для переброски американских войск в Северную Африку. В 1944 году Либерия официально объявила войну Германии.

#### Люксембург
В 1940 году гитлеровская Германия второй раз оккупировала Люксембург. В герцогстве были установлены «традиционные» нацистские порядки, а французский язык был запрещён. Герцогство вошло в состав Третьего рейха. 12 000 человек получили повестки о мобилизации в Вермахт, из них 3 000 уклонились от призыва. Приблизительно столько же погибло на Восточном фронте. В сентябре 1944 года страна была освобождена. В том же году Люксембург вошёл в Экономический Союз с Бельгией и Нидерландами (Бенилюкс).

#### Мексика
1 июня 1942 года Мексика вступила в войну на стороне Антигитлеровской коалиции. Авиация Мексики патрулировала воздушное пространство над Карибским морем, охотясь на немецкие субмарины, а небольшая авиачасть (38 пилотов и 250 сотрудников наземных служб) в мае 1945 года была переброшена на Филиппины. После досадных эпизодов, в ходе которых мексиканские пилоты отбомбились по позициям американцев, авиачасть перенацелили на рейды против Тайваня и прикрытие морских конвоев.

#### Монако
Во время Второй мировой войны княжество Монако пыталось сохранить нейтралитет. Однако, в ноябре 1942 года Монако было оккупировано итальянской армией, а после падения в Италии режима Муссолини в 1943 году — немецкой армией. Ещё до начала оккупации 27 августа 1942 года в лагеря смерти были депортированы 66 евреев, вскоре за ними последовали ещё 24 еврея, жившие во французской Ривьере. Из них выжили лишь 9 человек.

#### Монголия
С началом Великой Отечественной войны Монголия объявила войну Германии и начала поставлять в СССР необходимое для ведения боевых действий снаряжение и продукты. В октябре 1941 года страна отправила в Советский Союз первый эшелон с продуктами питания, полушубками, солдатскими ремнями, шерстяными свитерами, одеялами, меховыми жилетами, а также перчатками и рукавицами. За четыре года Великой Отечественной войны Монгольская Народная Республика поставила в СССР около 500 тыс. лошадей по условной цене — главным образом в счёт погашения прежних долгов перед СССР.

#### Непал
Непал объявил войну Германии 4 сентября 1939 года. На протяжении всей войны Непал оказывал непосредственную военную помощь своим союзникам, поставляя необходимое сырьё и продовольствие.

#### Нидерланды
10 мая 1940 года в 5:30 утра немецкая армия начала наступление. 14 мая голландское командование, учитывая бесполезность дальнейшего сопротивления и угрозу воздушных налетов немецкой авиации на Роттердам и Утрехт, решило начать переговоры о капитуляции. В тот же день в 21:30 огонь был прекращён в соответствии с условиями капитуляции. Территория Нидерландов позднее была преобразована в рейхскомиссариат. Весной 1945 года с востока на территорию Нидерландов, после форсирования Рейна, вошли войска Канады и Великобритании. Они освободили восточные и северные провинции страны от войск Вермахта.

##### Голландская Восточная Индия
10 января 1942 года Япония, испытывавшая потребность в полезных ископаемых, осуществила вторжение в Голландскую Ост-Индию, территория которой к марту 1942 года была полностью захвачена японскими войсками. Оккупировав Голландскую Ост-Индию, японцы собрали всех лиц европейского и смешанного европейско-индонезийского происхождения в лагерях и использовали их на тяжёлых работах.

#### Никарагуа
Во время войны Никарагуа управлял Анастасио Сомоса Гарсия, который принял президентство после военного переворота в 1937 году. Сомоса Гарсиа был союзником Соединённых Штатов, поэтому Никарагуа объявило войну Японии после её нападения на Пёрл-Харбор. Три дня спустя (11 декабря) Никарагуа объявило войну Германии и Италии, а 19 декабря — Болгарии, Румынии и Венгрии. Никакого реального участия в войне Никарагуа не принимала.

#### Новая Зеландия
Войска Новой Зеландии принимали участие в боевых действиях против итальянских и немецких войск в Северной Африке, на Балканах и на Ближнем Востоке, а также против японцев — в Малайзии, на Филиппинах и в Полинезии.

#### Норвегия
С началом Второй мировой войны в Европе, стратегическое территориальное расположение Норвегии интересовало все противоборствующие стороны. Для Англии и Франции было важно иметь там свои военные базы и тем самым полностью контролировать морские коммуникации. Для немцев Норвегия была как ключом к Северному морю, так и путём транзита шведской руды: на её захвате особенно настаивал главнокомандующий кригсмарине гросс-адмирал Эрих Редер, и 14 декабря 1939 года командование Вермахта получило задание от Гитлера исследовать возможность захвата Норвегии.
Дабы опередить возможное вторжение Германии, в апреле 1940 года в Норвегию выдвинулись военные корабли англо-французских экспедиционных сил с целью оккупировать последнюю, установив свою гегемонию и контроль в данном регионе. Тогда 9 апреля 1940 года Германия вынужденно начала свою операцию по захвату Норвегии, опередив высадку и оккупацию Норвегии со стороны англо-французских войск. В итоге, англо-французские экспедиционные силы и норвежская армия потерпели поражение, после окончания боевых действий германские оккупационные власти создали в стране рейхскомиссариат Норвегия, который возглавил Йозеф Тербовен.
Освобождение территории Норвегии началось в октябре 1944 года, когда в ходе Петсамо-Киркенесской операции советские войска освободили большую часть Финнмарка. Норвежские партизаны при поддержке советских войск зимой 1944—1945 годов участвовали освобождении Северной Норвегии, а после окончания войны советские войска были выведены из Северной Норвегии уже в сентябре 1945 года.

#### Панама
После японского нападения на Пёрл-Харбор, в начале декабря 1941 года, Панама объявила войну Германии и Японии, однако непосредственного участия в боевых действиях не принимала.

#### Парагвай
Во время Второй мировой войны Парагвай, будучи формально нейтральным, оказывал помощь Германии сырьём и продовольствием, но, под давлением Англии и США, в феврале 1945 года был вынужден формально объявить войну Германии.

#### Перу
Перу не принимало участия во Второй мировой войне, но поставляло промышленное сырьё в США. В феврале 1945 года, президент Мануэль Прадо-и-Угартече формально объявил войну Германии.

#### Польша
1 сентября 1939 года вооружённые силы Германии вторглись в пределы независимой Польши и в течение месяца разгромили её армию. Последний очаг организованного польского сопротивления был подавлен 6 октября 1939 года. 17 сентября границы Польши перешли также войска СССР, которые дошли до т. н. «линии Керзона», заняв территории Западной Украины, Западной Белоруссии и Литвы, аннексированные Польшей в ходе советско-польской войны 1919—1920 гг. Вторжение Германии в Польшу принято считать началом Второй мировой войны. После оккупации, на части земель бывшей Польши, было создано Генерал-губернаторство. В 1945 году территория Польши была освобождена от германской оккупации Советской армией.

##### Вольный город Данциг
Вольный город Данциг перед войной был под протекторатом Лиги Наций и находился в составе таможенного союза с Польшей. 25 августа 1939 года в Гданьскую бухту с «дружеским визитом» вошёл германский линкор «Шлезвиг—Гольштейн», который 1 сентября в 4 часа 45 минут начал обстрел Вестерплатте. Город был захвачен в ходе Польской кампании Вермахта. 2 ноября 1939 года провинция стала называться Рейхсгау Данциг-Западная Пруссия.
30 марта 1945 года город был взят Красной армией. На послевоенной Потсдамской конференции было постановлено, что бывший Вольный город Данциг станет частью Польши (на Ялтинской конференции единого мнения на этот счёт не было выработано). В 1947 году было создано правительство вольного города Данциг в изгнании.

#### Сальвадор
В декабре 1941 года Сальвадор объявил войну странам «оси», но реального участия в боевых действиях не принимал.

#### Саудовская Аравия
Хотя Саудовская Аравия и прервала дипломатические отношения с Италией и Германией, непосредственного участия в боевых действиях она не принимала. Однако во время итальянского налёта на Бахрейн бомбы были сброшены и на Саудовскую Аравию (видимо, по ошибке). В 1943 году правительство Рузвельта добавило Саудовскую Аравию в закон о «ленд-лизе». В феврале 1945 года королевство объявило войну Германии, но в боевых действиях его войска не участвовали.

#### Советский Союз
В советской и российской историографии, датой вступления СССР во Вторую мировую войну считается 22 июня 1941 года — день нападения Германии на СССР, а сам период с 22 июня 1941 по 9 мая 1945 года носит название Великой Отечественной войны.
До своего открытого военного столкновения с Германией 22 июня 1941 года, Советский Союз вёл свои собственные захватнические войны, преследуя свои геополитические цели и интересы, играя на противоречиях двух противоборствующих коалиций. Пытаясь разграничить сферы влияния с Германией и её союзниками, СССР чуть было не оказался в германской коалиции пакта четырёх держав. Однако непомерные (по мнению Гитлера) геополитические аппетиты СССР в итоге не позволили ему присоединиться к пакту четырёх держав и привели к войне между германской коалицией государств против СССР, на стороне которого выступили только марионеточные просоветские режимы Монголии и Тувы (последняя в итоге была аннексирована Советским Союзом в 1944 году).
Согласно западной историографии, СССР вступил во Вторую мировую войну 17 сентября 1939 года на стороне стран Оси. Основанием для этого послужил секретный дополнительный протокол к договору о ненападении между Германией и Советским Союзом («Пакт Молотова»). Польский поход РККА, начавшийся 17 сентября 1939 года, а также последующий ввод советских войск в Литву, Латвию, Эстонию, Бессарабию, нападение на Финляндию — все эти события не считаются советской историографией участием СССР во Второй мировой войне, хотя западные источники[какие?] относят их именно к данному конфликту. Стремительное продвижение Вермахта в 1941 году приводит к потери бо́льшей части европейской территории СССР. После поражения под Москвой немцы переключают своё внимание на Кавказское направление. Вскоре, после Сталинградской битвы Германия начала терять инициативу на фронте, а победа под Курском и вовсе приводит к тому,  что инициатива на фронте полностью переходит к советской армии. А 2 мая 1945 года РККА овладевают Берлином.
Нежелание распространения германского геополитического влияния на всю Европу и Евразию подтолкнули страны антигитлеровской коалиции рассмотреть СССР (волею обстоятельств оказавшегося противником германской экспансии) в качестве естественного союзника в борьбе с Германией, что и побудило Англию и США начать оказывать всевозможную военную помощь СССР в войне против Германии, а Советский Союз также оказался среди стран антигитлеровской коалиции, в итоге сыграв решающую роль в её победе. После разгрома Германии и её союзников в Европе, с 9 августа 1945 года СССР также участвовал в войне против Японии.
Официальные данные о потерях СССР во Второй мировой войне замалчивались и постоянно менялись в разные годы. Согласно рассекреченным данным Госплана СССР, потери Советского Союза во Второй мировой войне составляют 41 миллион 979 тысяч человек, а не 27 миллионов, как считалось ранее.

##### Азербайджан
Азербайджанская ССР вступила во Вторую мировую войну вместе со всем Советским Союзом 22 июня 1941 года. Азербайджан был главным поставщиком нефти и нефтепродуктов, в нём добывалось от 70 до 80 % нефти всего СССР. Германское командование уделяло особое внимание нефтяным залежам Баку, и в ходе Битвы за Кавказ ставило задачей взять контроль над Баку и бакинским нефтегазоносным районом. В республике были сформированы 77-я, 223-я, 271-я, 402-я и 416-я национальные азербайджанские дивизии.
При общей численности населения в 3,4 млн человек (по состоянию на 1941 год), из Азербайджанской ССР на фронт были призваны 681 тыс. человек, в том числе 10 тыс. женщин. Согласно энциклопедическому справочнику «Тюркские народы», из Азербайджана на фронт было мобилизовано 640 тысяч человек, из которых более 350 тысяч не вернулись. Согласно статистическому исследованию «Россия и СССР в войнах XX века», безвозвратные потери этнических азербайджанцев в войне составили 58,4 тыс. человек, в немецком плену находились 20 850 азербайджанцев.

##### Армения
Армянская ССР вступила во Вторую мировую войну вместе со всем Советским Союзом 22 июня 1941 года. За время войны на территории Армянской ССР мобилизации подверглись около 320 000 жителей (20-23 % всего населения республики, из них около 300 000 были армянами). На территории республики в 1941—1942 гг. были сформированы армянские дивизии: 89-я, 408-я, 409-я, 261-я (2-го формирования), 390-я (1-го формирования), 76-я, 17-я.

##### Белоруссия
БССР вступила во Вторую мировую войну вместе со всем Советским Союзом 22 июня 1941 года. После оккупации, белорусские земли вместе с Прибалтикой были включены в состав Рейхскомиссариата Остланд. На оккупированной немцами территории практиковалось массовое уничтожение еврейского населения (см. Холокост в Белоруссии). В результате успешно проведённой операции, Советские войска 26 ноября 1943 года заняли Гомель, 21 февраля 1944 года в ходе Рогачёвской операции вышли к Днепру, а 28 июля 1944 года взяли Брест.
В годы войны на белорусских землях погибло свыше 2 млн человек (из них почти половину составляли евреи), около 400 тыс. человек были вывезены на принудительные работы в Германию.

##### Казахстан
КССР вступила во Вторую мировую войну вместе со всем Советским Союзом 22 июня 1941 года. В июле 1941 — апреле 1942 года в Казахстане было сформировано 12 стрелковых, 4 кавалерийских дивизий, 7 стрелковых бригад и около 50 полков и отдельных батальонов других родов войск. В числе боевых соединений, освобождавших Польшу, Болгарию, Чехословакию, Венгрию, Румынию, Югославию, Австрию, были сформированные в республике дивизии: 72-я гвардейская Красноградская, 73-я Сталинградско-Дунайская, 27-я гвардейская Новобугская, 150-я Идрицкая Берлинская, 314-я Кингисеппская стрелковая и др.

##### Тува
Тувинская Народная Республика вступила во Вторую мировую войну ещё как самостоятельное независимое государство (хотя и с просоветским марионеточным режимом) на стороне антигитлеровской коалиции 25 июня 1941 года, спустя 3 дня после СССР, сделав заявление об объявлении войны Германии. 11 октября 1944 года Тува была аннексирована Советским Союзом и включена в состав СССР в качестве Тувинской автономной области. Референдум по этому вопросу не проводился.

#### Соединённые Штаты Америки
Накануне и в начале Второй мировой войны США проводили политику изоляционизма, суть которой состояла в невмешательстве в боевые действия. Однако в 1941 году США сами стали жертвой агрессии: 7 декабря 1941 года японская авиация разбомбила часть американского флота в Пёрл-Харборе на Гавайях. 11 декабря 1941 года Германия объявила войну США.
С 1942 года США — участник антигитлеровской коалиции. Боевые действия США вели в Тихом океане, Северной Африке и Западной Европе. В 1942 году англо-американские войска разбили немецко-итальянские части в Египте под Эль-Аламейном. В 1943 году армия США участвовала в высадке в Италии; в 1944 году — во Франции; в 1945 году — в боевых действиях на территории Германии.
Президенты США принимали участие в трёх встречах «Большой тройки»: в 1943 году — Тегеранская конференция (Рузвельт), в 1945 году — Ялтинская конференция (Рузвельт); в 1945 году — Потсдамская конференция (Трумэн). На этих конференциях были приняты принципиальные решения об организации послевоенного мира, о создании ООН, штаб-квартира которой разместилась в Нью-Йорке, США.
6 и 9 августа 1945 года авиация США произвело атомную бомбардировку японских городов Хиросима и Нагасаки.

##### Американское Самоа
Американское Самоа является территорией США. В годы Второй мировой войны использовался ВМС США как морская база.

#### Турция
Турция в годы Второй мировой войны занимала позицию нейтралитета и формально присоединилась к антигитлеровской коалиции лишь на последнем этапе войны в Европе — 23 февраля 1945 года Турция объявила войну Германии, но в боевых действиях участия не принимала. Однако, учитывая важное стратегическое положение Турции, противоборствующие стороны постоянно предпринимали активные дипломатические усилия для привлечения её на свою сторону. В самой Турции также имелись политические силы, считавшие, что государство должно принять участие в общемировом конфликте на стороне стран Оси или антигитлеровской коалиции. В современной историографии имеются расхождения по поводу позиции турецкого правительства в годы Второй мировой войны. Так, часть историков (прежде всего турецких), считают что правительство Турции предпринимало все возможные усилия, чтобы не допустить участия Турции в войне на стороне любой из противоборствующих сторон. Другая часть историков и публицистов (прежде всего советских) считают, что турецкое правительство на определённом этапе войны (в случае падения Сталинграда) планировало вступление в войну на стороне «оси» и было готово к нападению на Советский Союз осенью 1942 года.

#### Уругвай
В 1942 году Уругвай разорвал дипломатические отношения с Германией и Японией, а в феврале 1945 года формально объявил войну Германии.

#### Франция
Франция объявила войну Германии 3 сентября 1939 года после начала вторжения Вермахта в Польшу. Но только 10 мая 1940 года в 5:30 утра немецкая армия начала масштабные наступательные действия на Западном фронте против Франции, Бельгии, Нидерландов и Люксембурга. Экспедиционные силы Англии и французские войска потерпели поражение, и 22 июня 1940 года Франция подписала капитуляцию, по итогу которой 2/3 территории Франции было оккупировано, а оставшаяся южная территория метрополии и все колонии перешли под контроль коллаборационистского правительства Виши маршала Филиппа Петена.
В июне 1941 года был провозглашён Национальный фронт борьбы за свободу и независимость Франции, возглавляемый Шарлем Де Голлем. 6 июня 1944 года американские, британские и канадские войска высадились в Нормандии. С 31 июля 1944 года в Нормандии начала высаживаться 2-я французская бронетанковая дивизия, и уже 25 августа 1944 года американские войска и французская дивизия Леклерка, вместе с отрядами французского Сопротивления, вошли в Париж и освободили его от немецких войск.

##### Алжир
Активное участие во Второй мировой войне Алжир стал принимать после освобождения страны англо-американским десантом. Алжирцы участвовали в дальнейшем освобождении Африки и Европы: Италии, Франции и Германии. Алжиру, в качестве дополнительной мотивации и привлечения в войну максимального числа добровольцев, Францией была обещана независимость. После окончания Второй мировой войны французы своё обещание не выполнили: в Алжире крайне жестоко были подавлены любые народные акции, направленные на призыв метрополии сдержать слово, что привело к Алжирскому восстанию. После этого в Алжире начался подъём национального самосознания и подготовка к борьбе за независимость страны.

##### Габон
В период войны в Габоне шли бои между местными французскими колониальными войсками против высадившихся в ноябре 1940 войск генерала Шарля Де Голля. Габонская администрация выступала против Де Голля, поскольку считала его мятежником, восставшим против законного правительства Франции.

##### Ливан
В сентябре 1940 года, после капитуляции Франции, представитель правительства Виши адмирал Ф. Дарлан предоставил Германии право использования территории Ливана в экономических и военных интересах, и уже с мая 1941 года с военных баз в Ливане стали проводиться операции против британских войск, дислоцировавшихся в Ираке. В ответ на это Великобритания объявила блокаду Ливана. После Сирийско-Ливанской операции, французский главнокомандующий генерал Ж. Катру объявил об отмене французского мандата, а затем подтвердил заявление о предоставлении Ливану независимости. В феврале 1945 года Ливан объявил войну Германии и Японии.

##### Мадагаскар
Во время войны десятки тысяч малагасийских мужчин были вынуждены вступить в ряды французской армии. Глубоководный порт Мадагаскара, Диего-Суарес, оставался хорошо защищённым и был базой, с которой корабли антигитлеровской коалиции могли противостоять японским подводным лодкам.

##### Марокко
Большая часть территории Марокко была в своё время разделена между Францией и Испанией. После капитуляции Франции, французский регион формально был под управлением режима Виши. Через Марокко проходила высадка американцев во Французскую Северную Африку.

##### Сирия
После поражения Турции в Первой мировой войне, часть её бывших владений в арабском мире — преимущественно, современные Сирия и Ливан — с населением около 3 650 000 человек, попала под контроль Франции. Жители подмандатных территорий в период между мировыми войнами постоянно демонстрировали стремление к независимости, а в 1925—26 и 1930 годах поднимали восстания, которые жестоко подавлялись колониальными властями. К началу Второй мировой войны французы сконцентрировали в своих ближневосточных владениях значительные силы — около 120 000 солдат и офицеров, в основном, в качестве орудия подавления новых выступлений арабского населения.
Военное поражение Франции летом 1940 года усилило брожение среди арабов, которые после выхода Франции из Лиги Наций не видели легальных оснований для сохранения французского мандата на свои земли. В конце августа 1940 года, после переговоров французских властей с итало-германской комиссией, численность французских войск в Сирии по условиям перемирия была сокращена до 35 000 человек — количества, необходимого для поддержания порядка в колониях. Националистические элементы в Сирии вновь подняли голову, так как сочли, что настало время освобождения от французского господства. Великобритания благосклонно смотрела на этот процесс, рассчитывая, что освободительное движение сирийцев станет препятствием для распространения влияния держав «оси» на регион.
В октябре 1940 года на Ближний Восток прибыл сподвижник де Голля, генерал Катру, который начал пропагандистскую кампанию, имевшую целью склонить базировавшиеся в Сирии и Ливане французские войска к переходу на сторону Свободной Франции. Был достигнут эффект, противоположный ожидаемому: прибывший в Сирию новый глава французской администрации, генерал Анри Денц, был настроен явно прогермански, всё больше и больше немцев стало появляться в Сирии, да и сами сирийцы скорее были раздражены пропагандистской кампанией. Мало чем обоснованные большие надежды на движение голлистов возлагал лично Черчилль, в то время как британское военное командование на Ближнем Востоке трезво оценивало его боевой потенциал как незначительный. Однако, де Голль и многие британские старшие офицеры предвкушали лёгкую прогулку и не понимали того, что французы, вовсе не пылая любовью к немцам, не испытывали особых симпатий и к британцам, считая, что те бросили их на произвол судьбы в 1940 году.
По мнению известного австралийского военного корреспондента Алана Мурхеда, британское командование не отдавало себе отчёт в том, насколько далеко зашло сотрудничество между немцами и вишистами, и насколько прогермански был настроен генерал Денц. Собственно говоря, для многих французов голлисты были лишь кучкой мятежников и предателей, вышедших из подчинения французскому правительству и ставивших под угрозу перспективы достижения более-менее приемлемых условий мирного соглашения со странами «оси».
Весной 1941 года активность нацистов в Сирии заметно возросла. Глава Восточного Отдела германского МИДа Хентиг начал работу по созданию нацистских организаций в рядах арабской молодёжи в тесном контакте с местными националистами. В страну стало прибывать всё больше «технических специалистов» и «туристов», и, в конечном итоге, когда в мае в Ираке произошли первые столкновения между британцами и мятежниками Рашида Али, его поддержала немецкая авиация, использовав для промежуточного базирования и дозаправки французские аэродромы в Сирии.
Акции адмирала Дарлана, министра иностранных дел Франции и второго человека после Петена, не оставили сомнений в том, что вишисты полностью поддерживают деятельность нацистов на Ближнем Востоке. Он подписал декларацию о поддержке нацистов в Сирии и Северной Африке, согласился продать иракским мятежникам три четверти военных материалов, складированных в Сирии, предоставить самолётам немецких и итальянских ВВС топливо для дозаправки и аэродром Алеппо в Сирии, а немецкому командованию — разведданные о дислокации и планах британских сил на Ближнем Востоке. В ответ на это, 14 мая 1941 года, самолёты британских и австралийских ВВС начали систематическую бомбардировку французских аэродромов в Сирии.
В конце мая, когда антибританское восстание в Ираке было в основном подавлено, Денц обратился к Дарлану с просьбой вывести немецкую военную миссию из Сирии, чтобы лишить британцев повода для вторжения. К 6 июня все немецкие самолёты и военнослужащие покинули Сирию.

##### Тунис
С конца XIX века Тунис оказался под властью Франции. После полной оккупации Франции немцами 11-27 ноября 1942 года, подавляющая часть французских сил во Французской Западной Африке перешла на сторону Свободной Франции и западных Союзников по антигитлеровской коалиции. При поддержке французской тунисской армии англо-американские войска вторглись на территорию Туниса и 7 мая 1943 года достигли его столицы.

##### Французский Индокитай
После капитуляции Франции, 22 сентября 1940 года Французский Индокитай был оккупирован японскими войсками. В этот период вьетнамские коммунисты предприняли несколько попыток поднять восстание: в сентябре-октябре 1940 года — в уезде Бакшон (Северный Вьетнам), в ноябре-декабре 1940 года — в Южном Вьетнаме, в январе 1941 года — в уезде До-лыонг (Центральный Вьетнам), которые были подавлены французскими войсками.
В мае 1941 года был создан Вьетминь, который до конца войны боролся как с японскими оккупантами, так и с подчинявшейся им французской колониальной администрацией. Незадолго до поражения Япония, на территории Индокитая были созданы марионеточные Вьетнамская империя, Государство Лаос, Королевство Кампучия. При этом, Вьетминь оказывал помощь странам антигитлеровской коалиции — в частности, передавая разведывательные данные о японских силах во Французском Индокитае. В августе 1945 года вьетнамские коммунисты подняли восстание против японцев и провозгласили Демократическую республику Вьетнам.

##### Французская Западная Африка
Французская Западная Африка оставалась под контролем вишистской Франции после падения Третьей Французской республики до вторжения англо-американских войск в Северную Африку в ноябре 1942 года.

##### Французская Экваториальная Африка
Во время войны Французская Экваториальная Африка поддержала силы «Свободной Франции» Шарля Де Голля.

#### Чехословакия
Осенью 1938 года Германия вынудила передать ей 30 % земель Чехословакии населённые судетскими немцами, по итогам мюнхенских переговоров прошедших 29—30 сентября между Великобританией, Францией, Германией и Италией, на которые представители Чехословакии даже не были допущены. В час ночи соглашение было подписано, после чего его дали подписать и чехословацкой делегации.
Аннексия Судетской области была осуществлена с 1 по 10 октября 1938 года. Польша организовала серию диверсионных актов в Тешинской области, объявила их началом народного восстания в Тешине за воссоединение с Польшей, направила Праге очередной ультиматум и, одновременно с немецкими войсками, ввела свою армию в Тешинскую область (предмет территориальных споров между ней и Чехословакией в 1918—1920 годах). Тем временем в Чехословакии назрел серьёзный конфликт между словацкими националистами и пражским правительством, что было использовано Гитлером как повод к аннексии «Остатка Чехии» (нем. Rest-Tschechei). 7 октября под давлением Германии чехословацкое правительство принимает решение о предоставлении автономии Словакии, а 8 октября — Подкарпатской Руси. 2 ноября 1938 года Венгрия по решению Первого Венского арбитража получила южные (равнинные) районы Словакии и Подкарпатской Руси (современной Закарпатской области Украины) с городами Ужгород, Мукачево и Берегово.
14 марта 1939 года парламент автономии Словакии, созванный премьер-министром автономии Йозефом Тисо, принял решение о выходе Словакии из состава Чехословакии и об образовании Словацкой республики. Президентом нового государства был избран авторитарный союзник Гитлера Йозеф Тисо, а премьер-министром Войтех Тука. В тот же день Гитлер вызвал чехословацкого президента Эмиля Гаху в Берлин и в ультимативной форме предложил ему принять германский протекторат. Гаха согласился на это и уже днём германская армия вошла в страну, практически без какого-либо сопротивления. В тот же день в Закарпатье была провозглашена независимая Карпатская Украина, просуществовавшая один день. Основу её вооружённых сил составила Карпатская Сечь, находившаяся под контролем украинских националистов из ОУН. В ответ Венгрия при поддержке Польши начала военную интервенцию в Закарпатье, сопротивление оккупантам пыталась оказать Карпатская Сечь, но после нескольких дней боёв Закарпатье было захвачено.
15 марта 1939 года личным указом Гитлера на территории Богемии и Моравии был создан протекторат, а Словакия стала номинально независимым государством, по факту являющимся марионеточным режимом Третьего рейха. Территория Карпатской Украины осталась под контролем Венгрии. Бывший президент страны Эдвард Бенеш основал правительство в изгнании, располагавшееся в Лондоне, которое с началом Второй мировой войны было провозглашено официальным центром чехословацкого Сопротивления.
После нападения Германии на СССР, чехословацкое правительство в изгнании и правительство СССР подписали соглашение о военных действиях против стран «оси». На основании соглашения в советском Оренбурге был сформирован 1-й чехословацкий отдельный пехотный батальон под командованием Людвика Свободы. 30 января 1943 года батальон (в составе 974 человек) отправился на фронт, под Харьков.
В сентябре 1944 года Красная армия вступила на территорию Чехословакии, но полностью она была очищена от войск Вермахта только в мае 1945 года, после чего независимость Чехословакии была восстановлена.

#### Чили
Чили в начале войны выбрала нейтральную сторону, будучи тесным торговым партнёром Германии. Однако позже Чили отстранилась от стран нацистского блока, и чилийское правительство предприняло шаги к отставке про-фашистски настроенных офицеров. Дипломатические отношения со странами нацистского блока были разорваны в 1943 году, а в 1945 году Чили объявила войну Германии (14 февраля) и Японии (5 апреля), хотя в боевых действиях участия не принимала.

#### Эквадор
В феврале 1945 года Эквадор объявил войну Германии, но реального участия в войне не принимал.

#### Эфиопия
С 1936 года Эфиопия была частью Итальянской Восточной Африки. 19 января 1941 года английские войска вступили на территорию Эфиопии. 17 марта отряд англичан вошёл в Джиджигу, а затем британцы начали наступление на Харэр — второй по величине город страны. В ходе этого наступления британские войска без боя прошли через проход Марда и 25 марта 1941 года заняли Харэр. К концу 1941 года основные итальянские силы были изгнаны с территории Эфиопии, а разрозненные остатки итальянских частей оказались вынуждены перейти к тактике партизанской войны.

#### Югославия
Королевство Югославия образовалось после распада Австро-Венгрии, в результате объединения Государства словенцев, хорватов и сербов и Королевства Сербии. Вскоре, после начала Второй мировой войны, Югославия встретилась с давлением со стороны стран Оси. 6 марта и вовсе подверглась вторжению. После этой операции к Болгарии были присоединены Восточная Сербия и часть Македонии. Венгрии отошли часть сербской Воеводины и Баната. Германский Рейх присоединил часть словенских земель. Италия и подконтрольная ей Албания заполучили контроль над обширными прибрежными территориями Югославии, а к Албании было присоединены часть Косово и Метохии. Также было хорватскими усташами провозглашено Независимое государство Хорватия, которое проводило политику геноцида сербов, цыган и евреев. Территория Сербии оказалась под властью немецкой военной администрации, а Черногория стала протекторатом Италии. Вскоре на территории Югославии началась партизанская война во главе с коммунистом Иосипом Броз Тито. На момент окончания во власти коммунистов оказалась вся территория бывшего Королевства Югославии и на ней была провозглашена Демократическая Федеративная Югославия.

#### Южно-Африканский Союз
3 сентября 1939 года Великобритания и Франция объявили войну Германии. К ним присоединились британские доминионы Австралия и Новая Зеландия (3 сентября), Южно-Африканский Союз (6 сентября) и Канада (10 сентября).

## Страны, сохранявшие нейтралитет

### Андорра
Андорра официально сохраняла нейтралитет во время войны. В начале войны в стране базировался малочисленный контингент французских войск, оставшийся со времён Гражданской войны в Испании, однако эти войска были выведены в 1940 году. После поражения Франции Петен, премьер-министр режима Виши, назначил нового принц-консорта Андорры. После немецкого вторжения в Виши в 1942 году, немецкие войска выдвинулись к границе Андорры около Пас-де-ла-Каса, однако не пересекли её. В ответ на эти действия, у Сео-де-Уржеля были расположены испанские войска, которые также оставались вне территории Андорры. В 1944 году Шарль де Голль вступил в должность принц-консорта и отдал приказ французским войскам занять Андорру в качестве «превентивной меры». На протяжении войны Андорра служила тайным путём, связывающим Испанию и Вишистскую Францию, а также путём бегства для людей, спасающихся от профашистского коллаборационистского режима.

### Афганистан
Королевство Афганистан не принимало участия в войне. Нейтралитет Афганистана был сохранён из-за невыгодного геополитического расположения между Советским Союзом и Союзнической Британской Индией. На протяжении всей войны, в Афганистане шла борьба разведок. Советской разведке удалось нейтрализовать действия немецкой и итальянской разведок, сохранить Афганистан в качестве нейтральной страны и укрепить влияние СССР в этом регионе. После второй мировой войны Афганистан оказался в советской сфере влияния.
Германия планировала подорвать позиции Англии в Индии путём провоцирования выступлений племён в Афганистане. В начале 1944 года в Восточной провинции началось восстание пуштунов, однако Германия к тому времени терпела поражения от Советской армии и ей было не до событий в Азии. Тем более, что к тому времени усилиями советских и британских спецслужб активное ядро германской резидентуры в Афганистане было нейтрализовано. Восстание 1944—1945 годов историками не рассматривается как часть Второй мировой войны.

### Бутан
Бутан оставался нейтральным во время войны. В 1943 году королевство Бутан начало собирать свою первую организованную армию в Тронгсе, набрав 30 солдат Кхенг из Монгара. С самого начала своего основания, бутанская армия управляла контрольно-пропускными пунктами безопасности в южном регионе королевства.

### Ватикан
Ватикан под руководством папы Пия XII проводил политику нейтралитета. Накануне войны Ватикан выступал за уступки нацистской Германии, чтобы та выступила против СССР. В 1942 году Ватикан создал специальные маршруты, известные как «крысиные тропы», для миграции католиков из Европы. Первую «крысиную тропу» через Испанию проложил священник Антон Вебер. После войны Вебер заявит, что благодаря крысиным тропам они спасли тысячи евреев, которые бежали от режима Гитлера. Также его миграционная служба якобы не знала подлинных личностей мигрантов, поэтому выходило так, что многие военные преступники воспользовались их услугами. Позже выяснится, что Вебер сильно лукавит.
Несмотря на то что с 1943 года город Рим был оккупирован Германией, а с 1944 года — союзными войсками, Ватикан оставался свободным государством. В течение всей войны Ватикан организовывал обширную гуманитарную помощь.

### Ирландия
Ирландия сохраняла нейтралитет на протяжении всей войны, обусловливая нежелание вступать в союз с Великобританией тем, что у Великобритании остаётся часть территории Ирландии. Во время войны страна придерживалась нейтралитета и пацифизма. Это было следствием довоенной политики, направленной на повышение суверенитета, что усилило националистические настроения и нежелание участвовать в военных действиях на стороне британцев. Кроме того, Ирландия не обладала достаточно развитой для участия в войне системой обороны — армия страны была малочисленна (19 783 человека, из которых 7223 — волонтёры) и плохо вооружена (2 лёгких танка, 21 бронированный автомобиль, 24 военных самолёта).
Во время войны велись переговоры о возможности использования Великобританией ирландских военно-морских баз, покинутых ею по соглашению 1938 года. Черчилль требовал их возвращения вплоть до угроз силовым захватом. Переговоры дошли до того, что Великобритания была готова отказаться от раздела Ирландии, если бы та вступила в войну; переговоры шли с 17 по 26 июня 1940 года и закончились 27 июня, когда на заседании ирландского правительства предложения были оценены как неприемлемые. В качестве встречного предложения была выдвинута идея единой, нейтральной Ирландии, территория которой не может быть использована против Великобритании, но эта идея не устроила британское правительство, которое ввело экономические санкции против Ирландии. Уже в 1941 году встал вопрос о выживании страны; в 1943 году произошёл транспортный коллапс из-за нехватки топлива.

### Испания
В ходе Гражданской войны в Испании (1936—1939 гг.) сторонники военно-националистической диктатуры под командованием мятежного генерала Франсиско Франко, поддерживаемые фашистской Италией, нацистской Германией и Португалией, выступили против республиканского правительства страны. Гражданская война в Испании завершилась 1 апреля 1939 года. В результате в стране была установлена диктатура генерала Франко. Во Второй мировой войне Испания официально не участвовала — 4 сентября 1939 года Франко подписал декрет о нейтралитете, однако 12 июня 1940 года статус нейтралитета был заменён статусом «невоюющей стороны». Из сторонников правящей партии «Испанская фаланга» в июне 1941 года была сформирована добровольческая «Голубая дивизия», которая воевала на стороне Германии против СССР, в том числе участвовала в блокаде Ленинграда. В июле 1943 года Испания заявила о своём нейтралитете. 20 октября 1943 года Франко принял решение о выводе «Голубой дивизии» с фронта и расформировании соединения.

### Йемен
Во время Второй мировой войны Йемену удалось сохранить нейтралитет, несмотря на давление Италии, пытавшейся создать на его территории военные базы.

### Лихтенштейн
Во время Второй мировой войны Лихтенштейн сохранял нейтралитет вместе со Швейцарией, однако в последний месяц войны правительство Лихтенштейна пропустило на свою территорию остатки частей 1-й Русской национальной армии под командованием генерала Б.А. Смысловского воевавших на стороне Вермахта, предоставив им защиту и отказавшись выдать её военнослужащих странам антигитлеровской коалиции.

### Монако
Монако сохраняло нейтралитет во время войны, что вызывало недовольство итальянского населения страны, которое выступало за ориентацию на правительство Муссолини. Несмотря на нейтралитет, Монако не удалось избежать оккупации сначала итальянскими войсками в 1943 году, а после краха Муссолини страна подверглась и немецкой оккупации.

### Португалия
С сентября 1939 года Португалия объявила о своём нейтралитете и сохраняла его на протяжении всей войны, при этом находясь в тесных дружественных отношениях с Германией и её союзниками и предоставляя последним свои морские порты и базы для дислокации и отдыха их ВМС. Однако, с 1943 года Португалия также предоставила в аренду свои морские базы на Азорских островах для Британии. Страна также торговала вольфрамом и другими полезными ископаемыми, и различной продукцией, сырьём и товарами с противоборствующими сторонами военного конфликта.

#### Макао
Португалия также была нейтральной и во время войны на Тихом океане; ее колония Макао была изолирована сразу после завоевания японцами близлежащих районов Китая и падения Гонконга в декабре 1941 года. Это привело к нехватке продовольствия до конца войны, что способствовало высокому уровню смертности от болезней.
Хотя Япония в Макао так и не вторглась, ее подразделения атаковали британское торговое судно, стоявшее на якоре у колонии в августе 1943 года, и убили 20 членов экипажа. Впоследствии правительство Макао было вынуждено смириться с присутствием японских «советников», признать японскую власть в Южном Китае и вывести свои гарнизоны с нескольких баз. Кроме того, в начале 1945 года правительство Макао обменяло часть оборонительных орудий на продовольствие и согласилось продать Японии авиационное топливо.
16 января 1945 года авиация ВМС США атаковала Макао в рамках рейда в Южно-Китайском море. Основными целями были склады авиационного топлива, которые, как узнали американцы, должны были быть проданы японцам, и радиостанция в форте Дона Мария или рядом с ним. Кроме того, пострадали городские районы и гавань. Американские самолеты также случайно атаковали Макао 25 февраля и 11 июня 1945 года. После войны правительство США выплатило компенсацию за ущерб, нанесенный гавани.

#### Португальский Тимор
17 декабря 1941 года, после нападения Японии на Перл-Харбор, австралийские и голландские войска высадились и оккупировали Португальский Тимор для укрепления острова против возможного наступления японских войск, нарушив тем самым суверенитет Португалии. Антониу ди Салазар осудил эту операцию сил антигитлеровской коалиции, назвав её вторжением на нейтральную территорию.
20 февраля 1942 года в целях самообороны японские войска также высадились на остров и встретили сопротивление небольшой объединенной группы противной им союзной коалиции, известной как Sparrow Force («Воробьи»), состоявшей из солдат Австралии, Великобритании и Нидерландов. После краткого, но упорного сопротивления японцам удалось заставить капитулировать большую часть сил противника (после трёх дней боёв), хотя несколько сотен австралийских коммандос продолжили вести партизанскую войну. Их снабжали ресурсами, сбрасываемыми с самолётов из Дарвина (Австралия). Кампания продолжалась до 10 февраля 1943 года, когда последние австралийские солдаты были эвакуированы. Тем не менее, ввиду оказанного сопротивления японские войска увязли в боях на Тиморе на шесть месяцев, что предотвратило их развертывание в другом месте. В ходе боёв восточнотиморская деревня Минделу (Турискай) была сожжена дотла австралийскими партизанами 12 декабря 1942 года, с целью предотвратить её использование в качестве японской военной базы. Хотя Португалия не была воюющей страной конфликта, многие восточнотиморские гражданские лица и португальские колонисты боролись против японцев на стороне сил антигитлеровской коалиции, предоставляли последним продовольствие, жилье и другую помощь. Японская оккупация острова длилась до конца войны (с 1942 по 1945 год), после войны власть Португалии была восстановлена.

#### Португальская Индия
С декабря 1942 года немецкие торговые суда, которые нашли убежище на территории Гоа в португальской Индии в 1939 году, начали регулярно передавать разведданные о судоходстве противника по радио немецким подводным лодкам группы Муссон, действовавшим в Индийском океане. Как только британцы это обнаружили, Управление специальных операций Великобритании провело операцию «Крик». Так, группа солдат из «Калькуттской легкой кавалерии» проникла в гавань и с помощью мин потопила немецкий корабль «Эренфельс», тем самым прекратив передачу разведданных. Проведение этой операции являлось нарушением португальского нейтралитета, поэтому она была засекречена до 1978 года.

#### Кабо-Верде
Никаких крупных сражений в португальском Кабо-Верде или вокруг него не происходило, но архипелаг имел ключевое стратегическое значение для союзников по антигитлеровской коалиции на протяжении всей войны: корабли этих стран базировались в городе Минделу на Кабо-Верде на острове Сан-Висенти.

### Сан-Марино
Хотя Сан-Марино и объявило нейтралитет, однако оно подверглось бомбардировке английской авиации в июне 1944 года. В начале сентября того же года Сан-Марино был ненадолго оккупирован германской армией, но 20 сентября вооружённые силы Британского содружества (преимущественно подразделения индийских гуркхов), выбили немцев и оккупировали карликовое государство в ходе битвы при Монте-Пулито.

### Тибет
Несмотря на торговую и внешнеполитическую ориентацию Тибета на Японию, и на желание Японии включить Тибет в так называемую Великую восточноазиатскую сферу сопроцветания, Тибет так и сохранил свой нейтралитет. Однако, японцами были напечатаны тибетские деньги, советником по делам Тибета японского правительства был приглашён Аоки Бункё, который 20 лет до этого переводил на тибетский японские военные руководства. Капитуляция Японии в 1945 году положила конец этим планам.

### Швейцария
Швейцария во время Второй мировой войны сохраняла нейтралитет, но несмотря на это, командующий швейцарской армией генерал Анри Гизан на случай немецкого вторжения разработал стратегию тотальной обороны, основанной на постройке многочисленных опорных пунктов в горах, а также минировании горных шоссейных и железнодорожных путей, мостов и тоннелей. Этот стратегический план получил наименование «Национальный редут».
Находясь в окружении стран нацистского блока, Швейцария была в очень уязвимом положении, что вынуждало её идти на некоторые уступки (финансовую помощь Германии, транспортный коридор через Альпы) в обмен на соблюдение нейтралитета.
В ходе войны пилоты швейцарских Военно-воздушных сил неоднократно вступали в огневой контакт с попавшими в воздушное пространство страны самолётами как Люфтваффе, так и ВВС Армии США.

### Швеция
Швеция сотрудничала с обеими воюющими сторонами, наиболее известные примеры — пропуск германских войск из Норвегии в Финляндию и информирование англичан о выходе немецкого корабля «Бисмарк» на операцию «Rheinübung». В период всей Великой Отечественной войны Швеция была дипломатическим посредником между СССР и Германией. Несмотря на свой нейтралитет, Швеция не препятствовала участию своих добровольцев в военных действиях на стороне Германии. В целом, шведский король и правительство симпатизировали Германии и допускали серьёзные отклонения от политики нейтралитета в пользу последней. Однако, в середине августа 1943 года Швеция прекратила перевозку немецких военных грузов через свою страну, продолжая торговать сырьём и различными полезными ископаемыми со странами «оси».